# Raffaele Bianco
Raffaele Bianco (Aversa, 25 agosto 1987) è un dirigente sportivo ed ex calciatore italiano di ruolo centrocampista, direttore tecnico del settore giovanile del Bari.

## Caratteristiche tecniche
Centrocampista centrale, destro di piede, può essere impiegato sia in fase di copertura che di costruzione del gioco nel ruolo di regista arretrato, grazie alla visione di gioco e al senso della posizione.

## Carriera

### Giovanili
Dopo gli inizi ad Afragola, viene visionato da alcuni osservatori della Juventus che nel 2003 decidono di portarlo a Torino. Nella stagione 2004-2005 gioca coi bianconeri nella categoria Berretti (allenati da Maurizio Schincaglia) vincendo lo scudetto di categoria lo stesso anno partecipa alla vittoria del Torneo di Viareggio, realizzando un gol nella finale contro il Genoa.
Nelle annate successive, dopo aver superato un grave infortunio, conquista uno scudetto, una Coppa Italia e la Supercoppa Italiana con la Primavera bianconera.

### Club
Con la squadra maggiore debutta in Serie B nella stagione 2006-2007. Nella partita contro lo Spezia ha segnato la sua prima e unica rete in bianconero, gol che è anche l'ultimo in Serie B della Juventus dopo la retrocessione per i fatti di Calciopoli.
Nell'estate del 2007 passa in prestito al Piacenza, dove è poco utilizzato (13 presenze), chiuso nel suo ruolo da Riccio, Patrascu e Bianchi. Nelle annate successive la Juventus lo cede nuovamente in prestito a club di Serie B: prima al Bari di Antonio Conte, con cui ottiene la promozione in Serie A, e poi al Modena, dove viene impiegato regolarmente collezionando 30 presenze.
Rientrato a Torino, viene girato in prestito in Prima Divisione, al Benevento, con cui manca l'approdo in Serie B ai Play-off. A fine stagione la società campana non lo riscatta, e viene ceduto in comproprietà allo Spezia, sempre in Prima Divisione, conquistando la promozione in Serie B.
Il 21 giugno 2012 la compartecipazione viene risolta in favore della Juventus, che il 21 agosto successivo lo gira in prestito con diritto di riscatto al Carpi, in Lega Pro Prima Divisione. Con la squadra emiliana gioca 23 partite in campionato e 3 nei Play-off, conquistando una promozione in Serie B dopo la vittoriosa finale con il Lecce. Nel finale di stagione gioca con la fascia da capitano, ereditata dall'infortunato Lollini.
Rientrato alla Juventus, sconta la squalifica per il calcioscommesse e il 16 gennaio 2014 fa ritorno al Carpi a titolo definitivo, firmando un contratto fino al 2015.
Il 9 marzo 2015 rinnova il contratto con i biancorossi (in scadenza al termine della stagione) fino al 2018. Il 28 aprile con il Carpi ottiene la promozione matematica in Serie A per la stagione 2015-2016. Bianco, autore dei suoi primi due gol in biancorosso contro Spezia (vittoria per 2-1 al Picco) e Ternana (3-1 su rigore al Cabassi), alza per la terza volta nella sua carriera la Coppa Ali della Vittoria dopo i successi con la Juventus nel 2007 e con il Bari nel 2009. Debutta finalmente nella massima serie il 15 settembre 2015, a 28 anni, nel pareggio in Sicilia contro il Palermo per 2-2. La stagione si conclude con la retrocessione in Serie B. Bianco, che spesso è capitano al posto di Zaccardo, gioca 26 partite e segna un gol nella vittoria per 2-1 contro il Frosinone del 13 marzo 2016.
Nella stagione di Serie B 2016-2017 Bianco diventa capitano. In totale gioca 40 partite e segna 4 gol (3 su 3 dal dischetto), fissando il suo record personale. L'annata finisce con la doppia Finale dei Play-off contro il Benevento, promosso in Serie A dopo lo 0-0 al Cabassi e la vittoria per 1-0 al Vigorito. Il 4 agosto 2017 viene acquistato dal Perugia a titolo definitivo dove firma un contratto biennale, fino al giugno 2019. Con il Carpi Bianco ha raccolto in cinque anni due promozioni (Serie B nel 2013 e Serie A nel 2015), 146 presenze divise tra Serie A (26), Serie B (91), Lega Pro Prima Divisione (27) e Coppa Italia (2) e 7 gol segnati, di cui 6 in Serie B e 1 in Serie A.
Nella sua prima stagione al Perugia, chiusa all'ottavo posto in regular season e al Turno Eliminatorio dei Play-off con una sconfitta per 3-0 a Venezia, Bianco gioca 30 partite di Serie e segna 1 gol nella vittoria interna per 3-0 contro lo Spezia.
Il 2 settembre 2019 passa a titolo definitivo al Bari, in Serie C, tornando a giocare con i biancorossi dopo 10 anni. Segna il suo primo gol con la maglia del Bari il 27 marzo 2021 nella vittoria per 2-0 contro la Paganese.
Il 1º settembre 2022 passa a titolo definitivo all'Audace Cerignola. Dopo aver collezionato 40 presenze in due stagioni con il Cerignola, al termine della stagione 2023-2024 annuncia il ritiro dal calcio giocato.

### Dirigente
Il 3 luglio 2024 viene ufficializzato il suo ritorno al Bari nel ruolo di direttore tecnico del settore giovanile.

## Calcioscommesse
Il 6 giugno 2013 viene deferito
per la partita Salernitana-Bari 3-2 del 2008-2009: insieme ad altri 13 giocatori del Bari avrebbe incassato 7.000 euro da Luca Fusco e Massimo Ganci, avversari ed ex compagni proprio a Bari, per perdere la partita.
Il 16 luglio 2013 il calciatore viene condannato in primo grado dalla Commissione Disciplinare Nazionale della FIGC a 3 anni e 6 mesi di squalifica.
Il 27 luglio 2013, Bianco vede ridursi la squalifica a 6 mesi per la derubricazione dell'accusa da illecito sportivo ad omessa denuncia.
Il 30 maggio 2016 viene assolto nel processo penale di Bari «per non aver commesso il fatto».

## Statistiche

### Presenze e reti nei club
| Stagione                | Squadra                 | Campionato              | Campionato | Campionato | Coppe nazionali | Coppe nazionali | Coppe nazionali | Coppe continentali | Coppe continentali | Coppe continentali | Altre coppe | Altre coppe | Altre coppe | Totale | Totale |
| Stagione                | Squadra                 | Comp                    | Pres       | Reti       | Comp            | Pres            | Reti            | Comp               | Pres               | Reti               | Comp        | Pres        | Reti        | Pres   | Reti   |
| ----------------------- | ----------------------- | ----------------------- | ---------- | ---------- | --------------- | --------------- | --------------- | ------------------ | ------------------ | ------------------ | ----------- | ----------- | ----------- | ------ | ------ |
| 2006-2007               | Juventus                | B                       | 4          | 1          | CI              | 0               | 0               | -                  | -                  | -                  | -           | -           | -           | 4      | 1      |
| 2007-2008               | Piacenza                | B                       | 13         | 1          | CI              | 1               | 0               | -                  | -                  | -                  | -           | -           | -           | 14     | 1      |
| 2008-2009               | Bari                    | B                       | 22         | 0          | CI              | 2               | 0               | -                  | -                  | -                  | -           | -           | -           | 24     | 0      |
| 2009-2010               | Modena                  | B                       | 31         | 0          | CI              | 1               | 0               | -                  | -                  | -                  | -           | -           | -           | 32     | 0      |
| 2010-2011               | Benevento               | 1D                      | 24+2       | 0          | CI+CI-LP        | 0+1             | 0               | -                  | -                  | -                  | -           | -           | -           | 27     | 0      |
| 2011-2012               | Spezia                  | 1D                      | 26         | 1          | CI+CI-LP        | 1+4             | 0+1             | -                  | -                  | -                  | SL-PD       | 1           | 0           | 32     | 2      |
| 2012-2013               | Carpi                   | 1D                      | 23+4       | 0+0        | CI+CI-LP        | 0+0             | 0               | -                  | -                  | -                  | -           | -           | -           | 27     | 0      |
| 2013-gen. 2014          | Juventus                | A                       | -          | -          | CI              | -               | -               | UCL                | -                  | -                  | SI          | -           | -           | -      | -      |
| Totale Juventus         | Totale Juventus         | Totale Juventus         | 4          | 1          |                 | 0               | 0               |                    | -                  | -                  |             | -           | -           | 4      | 1      |
| gen.-giu. 2014          | Carpi                   | B                       | 15         | 0          | CI              | 0               | 0               | -                  | -                  | -                  | -           | -           | -           | 15     | 0      |
| 2014-2015               | Carpi                   | B                       | 36         | 2          | CI              | 1               | 0               | -                  | -                  | -                  | -           | -           | -           | 37     | 2      |
| 2015-2016               | Carpi                   | A                       | 26         | 1          | CI              | 1               | 0               | -                  | -                  | -                  | -           | -           | -           | 27     | 1      |
| 2016-2017               | Carpi                   | B                       | 35+5       | 4+0        | CI              | 0               | 0               | -                  | -                  | -                  | -           | -           | -           | 40     | 4      |
| Totale Carpi            | Totale Carpi            | Totale Carpi            | 135+9      | 7          |                 | 2               | 0               |                    | -                  | -                  |             | -           | -           | 146    | 7      |
| 2017-2018               | Perugia                 | B                       | 30+1       | 1+0        | CI              | 2               | 1               | -                  | -                  | -                  | -           | -           | -           | 33     | 2      |
| 2018-2019               | Perugia                 | B                       | 20         | 0          | CI              | 1               | 0               | -                  | -                  | -                  | -           | -           | -           | 21     | 0      |
| Totale Perugia          | Totale Perugia          | Totale Perugia          | 50+1       | 1          |                 | 3               | 1               |                    | -                  | -                  |             | -           | -           | 54     | 2      |
| 2019-2020               | Bari                    | C                       | 24+2       | 0          | CI-C            | -               | -               | -                  | -                  | -                  | -           | -           | -           | 26     | 0      |
| 2020-2021               | Bari                    | C                       | 28+3       | 1          | CI              | 2               | 0               | -                  | -                  | -                  | -           | -           | -           | 33     | 1      |
| 2021-2022               | Bari                    | C                       | 20         | 0          | CI-C            | 1               | 0               | -                  | -                  | -                  | SC-C        | 1           | 0           | 22     | 0      |
| Totale Bari             | Totale Bari             | Totale Bari             | 99         | 1          |                 | 5               | 0               |                    | -                  | -                  |             | 1           | 0           | 105    | 1      |
| 2022-2023               | Audace Cerignola        | C                       | 21+1       | 0          | CI-C            | 0               | 0               | -                  | -                  | -                  | -           | -           | -           | 22     | 0      |
| 2023-2024               | Audace Cerignola        | C                       | 18         | 0          | CI-C            | 1               | 0               | -                  | -                  | -                  | -           | -           | -           | 19     | 0      |
| Totale Audace Cerignola | Totale Audace Cerignola | Totale Audace Cerignola | 40         | 0          |                 | 1               | 0               |                    | -                  | -                  |             | -           | -           | 41     | 0      |
| Totale carriera         | Totale carriera         | Totale carriera         | 434        | 12         |                 | 19              | 2               |                    | -                  | -                  |             | 2           | 0           | 455    | 14     |

## Palmarès

### Competizioni giovanili
- Campionato Nazionale Dante Berretti: 1

Juventus: 2004-2005
- Torneo di Viareggio: 1

Juventus: 2005
- Campionato Primavera: 1

Juventus: 2005-2006
- Supercoppa Primavera: 1

Juventus: 2006
- Coppa Italia Primavera: 1

Juventus: 2006-2007

### Competizioni nazionali
- Campionato italiano di Serie B: 3

Juventus: 2006-2007
Bari: 2008-2009
Carpi: 2014-2015
- Lega Pro Prima Divisione: 1

Spezia: 2011-2012 (girone B)
- Coppa Italia Lega Pro: 1

Spezia: 2011-2012
- Supercoppa di Lega di Prima Divisione: 1

Spezia: 2012
- Serie C: 1

Bari: 2021-2022 (girone C)